# Вычислительная мощность компьютера
Вычислительная мощность компьютера (производительность компьютера) — это количественная характеристика скорости выполнения определённых операций на компьютере. Чаще всего вычислительная мощность измеряется во флопсах (количество операций с плавающей запятой в секунду), а также производными от неё.
На данный момент принято причислять к суперкомпьютерам системы с вычислительной мощностью более 10 терафлопсов (10*1012 или десять триллионов флопсов; для сравнения - среднестатистический современный настольный компьютер имеет производительность порядка 0,1 терафлопса). Одна из наиболее мощных на тесте HPL компьютерных систем — китайский Sunway TaihuLight — имеет производительность, превышающую несколько десятков петафлопсов.

## Неоднозначность определения
Существует несколько сложностей при определении вычислительной мощности суперкомпьютера. Во-первых, следует иметь в виду, что производительность системы может сильно зависеть от типа выполняемой задачи. В частности, отрицательно сказывается на вычислительной мощности необходимость частого обмена данных между составляющими компьютерной системы, а также частое обращение к памяти. В связи с этим выделяют пиковую вычислительную мощность — гипотетически максимально возможное количество операций над числами с плавающей запятой в секунду, которое способен произвести данный суперкомпьютер.
Важную роль играет также разрядность значений, обрабатываемых программой (обычно имеется в виду формат чисел с плавающей запятой). Так, например, у графических процессоров NVIDIA Tesla первых двух поколений максимальная производительность в режиме одинарной точности (32 бит) составляет порядка 1 терафлопса, однако при проведении вычислений с двойной точностью (64 бит) она в 10 раз ниже (так, в микросхемах серии GF200 в 10 раз меньше блоков с поддержкой вычислений с двойной точностью).

## Измерение скорости производительности
Оценка реальной вычислительной мощности производится путём прохождения специальных тестов (бенчмарков) — набора программ, специально предназначенных для проведения вычислений и измерения времени их выполнения. Обычно оценивается скорость решения системой большой системы линейных алгебраических уравнений, что обусловливается, в первую очередь, хорошей масштабируемостью этой задачи.
Наиболее популярным тестом производительности является Linpack benchmark. В частности, HPL (высокопараллельная реализация Linpack с применением MPI) используется при составлении списка TOP500 суперкомпьютеров в мире.
Другими популярными программами для проведения тестирования являются NAMD (решение задач молекулярной динамики), HPCC (HPC Challenge Benchmark), NAS Parallel Benchmarks.
В 2022 году, согласно обновлённому рейтингу TOP500 суперЭВМ, экзафлопсный барьер был преодолён официально.

## Наиболее мощные суперкомпьютеры
По состоянию на июнь 2011 года наиболее мощными суперкомпьютерами являются:
- JUGENE — располагается в Германии в Исследовательском центре Юлиха. Разработан в рамках проекта Blue Gene компанией IBM.
- Kraken XT5 — располагается в США в университете Теннесси. Создан компанией Cray Inc.
- Roadrunner — располагается в США в Лос-Аламосской национальной лаборатории. Первый суперкомпьютер, пиковая производительность которого превысила уровень 1 петафлопса[7]. Создан компанией IBM. Особенностью является использование гибридной архитектуры, в которой основная вычислительная мощность обеспечивается процессорами Cell.
- Jaguar — располагается в США в национальной лаборатории Оук-Ридж, основан на серверных процессорах AMD Opteron. Создан компанией Cray Inc.
- Тяньхэ-1А — первый китайский суперкомпьютер петафлопсного класса[8]. Создан Национальным университетом оборонных технологией Китая. Особенностью архитектуры является наличие графических карт ATI Radeon HD 4870, сравнительно недавно предложенных для использования в сверхпроизводительных решениях.
- K computer — располагается в Японии в Институте физико-химических исследований. Разработан компанией Fujitsu.
- Chervonenkis - располагается в России, г.Сасово, заявленная производительность 21.5петафлопс, пиковая до 29. Принадлежит компании Яндекс. Ей же принадлежит Lyapunuv (пиковая 20 петафлопс). Оба суперкомпьютера в качестве GPU используют NVIDIA A100 40G.